# Adrie de Bruijn
A.C. (Adrie) de Bruijn (1947) is een Nederlands politicus van het CDA. Ze was tot 2005 burgemeester van de gemeente Veere.

## Levensloop
Ze was vanaf 1982 gemeenteraadslid en vanaf 1986 wethouder in Echteld. In juli 1993 werd De Bruijn op Walcheren benoemd tot de burgemeester van Valkenisse (Walcheren). Op 1 januari 1997 fuseerden de gemeenten Domburg, Mariekerke, Veere, Valkenisse en Westkapelle tot de nieuwe gemeente Veere waarvan De Bruijn de burgemeester werd. Na een burgemeesterschap van ruim 12 jaar ging ze op 1 oktober 2005 vervroegd met pensioen.
In 2006 werd benoemd als Ridder in de Orde Oranje-Nassau.
Na haar vervroegde pensioen vervulde zij diverse bestuurlijke functies. Zo is zij lid van diverse Raden van Toezicht.